# Philippe Eustache Louis Severoli
Philippe Eustache Louis Severoli, né le 16 novembre 1767 à Faenza en Italie et mort le 6 octobre 1822 à Fusignano, dans le même pays, est un général italien de la Révolution et de l’Empire.

## Biographie
Il entre en service au moment de la création des premières troupes cisalpines en 1797 et par son courage, son sang-froid et sa valeur, il devient chef de bataillon le 15 février 1797, et colonel le 17 janvier 1798. Il se conduit glorieusement à la bataille de Novi le 15 août 1799, et il est promu général de brigade le 26 décembre 1799. 
Il est élevé au grade de général de division le 7 octobre 1807, et de 1807 à 1813 il sert en Allemagne et en Autriche, ainsi qu’en Espagne. Il se distingue le 14 juin 1809 à la bataille de Raab, au siège d’Hostalrich de janvier à mai 1810, et il est fait comte de l’Empire le 23 mai 1810. Il se fait remarquer lors du siège de Valence du 26 décembre 1811 au 9 janvier 1812, ainsi qu’à celui de Peníscola, où après 7 jours de bombardement, le gouverneur lui remet la place le 4 février 1812. 
En 1814 il fait la campagne en Italie, et il est blessé à la bataille de Reggio le 7 mars 1814 d’un coup de canon à la suite duquel il est amputé d’une jambe. En 1815 il s’établit à Milan, et il est nommé lieutenant feld-maréchal dans l’armée autrichienne. Il devient gouverneur de Plaisance de 1820 à 1822, avant d'être admis à la retraite le 12 mars 1822.

## Hommages

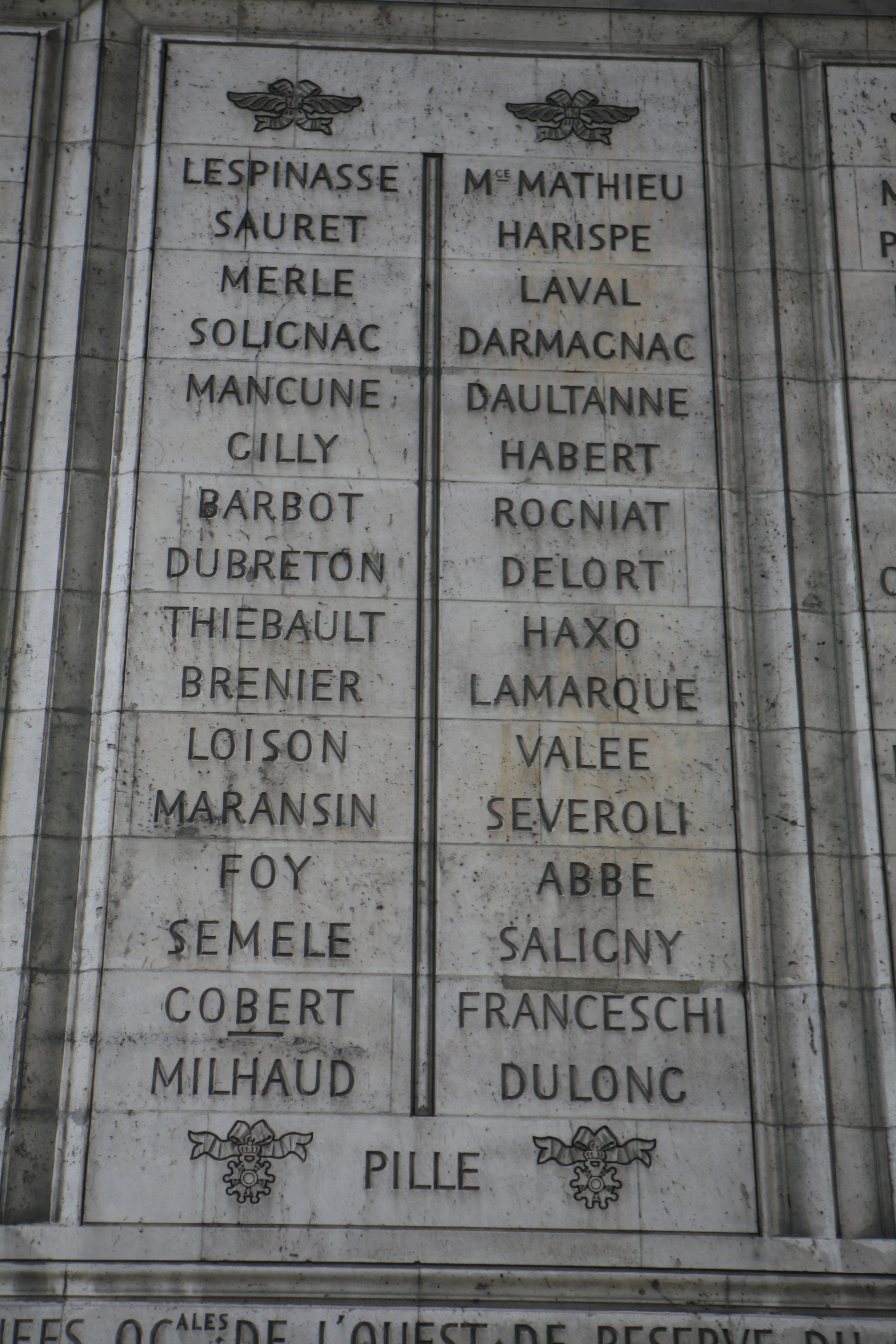
Noms gravés sous l'arc de triomphe de l'Étoile : pilier Ouest, 35e et.

- Il fait partie des 660 personnalités à avoir son nom gravé sous l'Arc de triomphe de l'Étoile. Il apparaît sur la 36e colonne (l’Arc indique SEVEROLI).

## Dotation
- Le 15 août 1809, donataire d’une rente de 14 000 francs en Hanovre et sur le Mont de Milan décret du 4 octobre 1810.

## Armoiries
| Figure | Nom du comte et blasonnement |
| ------ | --- |
|        | Armes du comte Philippe Eustache Louis Severoli et de l'Empire, décret du 15 août 1809, lettres patentes du 23 mai 1810, officier de la Légion d'honneur Écartelé au premier et quatrième d'argent au serpent en cercle de sinople, allumé et lampassé de gueules, au deuxième et troisième d'azur à la tête de griffon, arraché d'argent ; franc quartier des comtes tirés de l'armée, brochant au neuvième de l'écu - Livrées : les couleurs de l'écu ; le verd en bordure seulement. |

## Sources
- « La noblesse d’Empire » [archive du 22 janvier 2015] (consulté le 26 janvier 2015)
- Vicomte Révérend, Armorial du premier empire, tome 4, Honoré Champion, libraire, Paris, 1897, p. 246.
- Biographie étrangère, ou galerie universelle, Historique, civile, militare, politique et littéraire, tome 2, Alexis Eymery libraire éditeur, 1819, 458 p. (lire en ligne), p. 153.
- Georges Six, Dictionnaire biographique des généraux & amiraux français de la Révolution et de l'Empire (1792-1814) Paris : Librairie G. Saffroy, 1934, 2 vol.
- Arthur Chuquet, Ordres et apostilles de Napoléon (1799-1815), paris, librairie ancienne Honoré Champion, 1911, p. 305
- Charles Théodore Beauvais et Vincent Parisot, Victoires, conquêtes, revers et guerres civiles des Français, depuis les Gaulois jusqu’en 1792, tome 26, C.L.F Panckoucke, janvier 1822, 414 p. (lire en ligne), p. 193.